# Nektur
Nektur (znanstveno ime Necturus) je rod dvoživk, ki poseljuje površinske vode vzhodnega dela Združenih držav Amerike. Spadajo med močerilarje in so najbližji sorodniki človeške ribice, ki pa za razliko od nje niso prilagojeni na življenje v jamah. Imajo razmeroma dobro razvite oči (čeprav še vedno slabše kot druge dvoživke) in temno obarvano kožo. Podobno kot človeška ribica pa so neotenični - tudi kot odrasle živali obdržijo zunanje škrge in preživijo vse življenje pod vodo. So nočno aktivni plenilci, lovijo vse živali, ki so manjše od njih - ribe, vodne žuželke, rake, črve ipd.
Med ljudmi so znani kot vodni psi (angleško waterdogs) ali blatni psički (angleško mud puppies).

## Sistematika
Sistematika rodu je še vedno predmet raziskav in položaj vrst ni popolnoma pojasnjen. Necturus louisianensis je bil tako šele pred kratkim prepoznan kot vrsta, prej so ga obravnavali kot podvrsto pisanega nektura.
Trenutno je znanih šest vrst nekturov:
- Pisani nektur (Necturus maculosus) (Rafinesque, 1818)
- Necturus louisianensis Viosca, 1938
- Necturus alabamensis Viosca, 1937
- Necturus beyeri Viosca, 1937
- Necturus lewisi Brimley, 1924
- Necturus punctatus (Gibbes, 1850)

Sorodnost s človeško ribico je bila dolgo uganka, saj velika podobnost kaže na bližnjo sorodnost, tako sorodne živali pa so redko toliko geografsko ločene. Zato se je pojavljalo mišljenje, da gre za primer konvergentne evolucije in je podobna oblika rezultat prilagoditve na podobne razmere. Vendar pa so obsežne genetske raziskave potrdile, da gre za sestrska rodova s skupnim prednikom.

## Ogroženost
Nekture najbolj ogroža uničevanje naravnega habitata, predvsem izsekavanje gozdov in onesnaževanje. Necturus alabamensis je na Rdečem seznamu IUCN kot ogrožena vrsta zaradi zelo majhnega in fragmentiranega območja razširjenosti v Alabami, ki ga dodatno ogroža krčenje gozdov. Poleg njega je kot potencialno ogrožen na seznamu tudi Necturus lewisi, saj je območje njegove razširjenosti manjše od 20.000 km2, populacija pa se manjša.